# Wang Zhen (athlétisme)
Dans ce nom chinois, le nom de famille, Wang, précède le nom personnel.
Pour les articles homonymes, voir Wang Zhen.
Wang Zhen (chinois simplifié : 王镇 ; pinyin : Wáng Zhèn), né le 24 août 1991 à Suihua, dans la province du Heilongjiang, est un athlète chinois, spécialiste de la marche, champion olympique du 20 km à Rio de Janeiro en 2016. Il a également remporté deux médailles d'argent planétaires sur 20 km en 2011 à Daegu et en 2015 à Pékin.

## Biographie
Sur le 20 kilomètres marche, son meilleur temps est de 1 h 17 min 36 , obtenu à Taicang le 30 mars 2012, ce qui constitue jusqu'en 2021 le record de Chine. Il a également marché le 50 km en 3 h 53 min en 2009.
Lors de la Coupe du monde de marche 2010 à Chihuahua, il termine 20e. La même année, il remporte le Challenge mondial de marche. Aux Mondiaux d'athlétisme de 2011 à Daegu, il échoue dans un premier temps au pied du podium, avant de récupérer la médaille d'argent à la suite des disqualifications des marcheurs russes Valeriy Borchin et Vladimir Kanaykin en 2015. L'année suivante, à Saransk, il remporte la médaille d'or du 20 km de la Coupe du monde de marche 2012 en 1 h 19 min 13 s.
Aux Jeux olympiques d'été de 2012 à Londres, Wang Zhen obtient la médaille de bronze du 20 km marche derrière son compatriote Chen Ding et le Guatémaltèque Erick Barrondo, en 1 h 19 min 25 s.
Disqualifié lors des championnats du monde 2013 à Moscou alors qu'il était en tête de la course, il décroche la médaille d'argent lors des championnats suivants à Pékin derrière l'Espagnol Miguel Angel Lopez, malgré deux demandes de disqualification.
Le 7 mai 2016, le Chinois remporte à Rome le 20 km devant son compatriote Cai Zelin, ainsi que le titre par équipes lors des Championnats du monde par équipes de marche 2016 en 1 h 19 min 22 s. Le 12 août de la même année, il devient champion olympique à Rio de Janeiro sur le 20 km marche en 1 h 19 min 14 s, devançant son compatriote Cai Zelin de 12 secondes et l'Australien Dane Alex Bird-Smith de 23 secondes.

### Palmarès
| Date | Compétition                     | Lieu           | Résultat | Épreuve     | Performance     |
| ---- | ------------------------------- | -------------- | -------- | ----------- | --------------- |
| 2011 | Championnats du monde           | Daegu          | 2e       | 20 km       | 1 h 20 min 54 s |
| 2012 | Coupe du monde de marche        | Saransk        | 1er      | 20 km       | 1 h 19 min 13 s |
| 2012 | Jeux olympiques                 | Londres        | 3e       | 20 km       | 1 h 19 min 25 s |
| 2013 | Championnats du monde           | Moscou         | —        | 20 km       | DQ              |
| 2014 | Jeux asiatiques                 | Incheon        | 1re      | 20 km       | 1 h 19 min 45 s |
| 2015 | Championnats du monde           | Pékin          | 2e       | 20 km       | 1 h 19 min 29 s |
| 2016 | Championnats du monde de marche | Rome           | 1er      | 20 km       | 1 h 19 min 22 s |
| 2016 | Championnats du monde de marche | Rome           | 1er      | Par équipes | 16 pts          |
| 2016 | Jeux olympiques                 | Rio de Janeiro | 1er      | 20 km       | 1 h 19 min 14 s |

### Records
| Épreuve      | Performance     | Lieu    | Date            |
| ------------ | --------------- | ------- | --------------- |
| 20 km marche | 1 h 17 min 36 s | Taicang | 30 mars 2012    |
| 50 km marche | 3 h 53 min 00 s | Jinan   | 26 octobre 2009 |